# کوچک جنگلی (مجموعه تلویزیونی)
کوچک جنگلی یکی از سریال‌های تلویزیون ایران در دهه ۱۳۶۰ است؛ که در ژانر تاریخی و سیاسی به کارگردانی بهروز افخمی و با حضور جمع کثیری از هنرمندان ساخته شده‌است. در این سریال تلاش می‌شود زوایایی از قیام میرزا کوچک خان و مردم گیلان با نگاهی نسبتاً تحلیلی به نمایش درآید.

## دربارهٔ مجموعه
پروژهٔ ساخت کوچک جنگلی از سال ۱۳۶۳ آغاز شد و در سال ۱۳۶۶ پایان یافت. بهروز افخمی که در آن زمان از مدیران گروه فیلم و سریال تلویزیون بود به نوعی متولّی شکل‌گیری این مجموعه‌بود.
قابل پیش‌بینی بود که این پروژه با توجه به فضای تاریخی، جنگی و سیاسی آن و همچنین وجود نقش‌ها و شخصیت‌های بسیار زیاد پروژه‌ای سنگین است و طبیعتاً تیم سازنده بایستی افرادی با تجربه و متخصص این گونه کارها باشند. با توجه به سابقه کم تلویزیون در ایران و همچنین تفاوت فکری بین فضای حاکم بر تلویزیون در پیش و پس از انقلاب، گزینه‌ها محدود به دو یا سه نفر می‌شدند که عبارت بودند از علی حاتمی کارگردان سریال سلطان صاحبقران، ناصر تقوایی کارگردان سریال دایی‌جان ناپلئون و احتمالاً همایون شهنواز  کارگردان سریال دلیران تنگستان. در این بین علی حاتمی درگیر پروژه عظیم هزاردستان بود و قرعه به نام ناصر تقوایی افتاد.
ناصر تقوایی فیلم‌نامهٔ کوچک جنگلی را با نگاهی به داستان مردی از جنگل نوشتهٔ احمد احرار نوشت. وسواس تقوایی در فراهم کردن وسایل اولیه، پیش‌تولید کار را بسیار طولانی کرد. به گفتهٔ برخی در زمان مسئولیت تقوایی به عنوان کارگردان، هیچ صحنه‌ای فیلم‌برداری نشده بود و این شایعه هم وجود دارد که چیزی قریب ۴۰ تا ۵۰ دقیقه از کار فیلم برداری شده بود. وسواس تقوایی و این که پروسهٔ ساخت فیلم زمانبرتر از پیش بینی‌ها شده بود مدیران تلویزیون را به تغییر گروه سازنده مجاب کرد. البته در این بین تنها جای افخمی و تقوایی تغییر کرد. بهروز افخمی سال‌ها بعد در مصاحبه با صداوسیما ناصر تقوایی را به گرفتن ایرادهای بسیار متهم کرد. اما شایعات گوناگونی درباره مقاومت تقوایی دربرابر تغییر درونمایه سریال برای وارد کردن تم مذهبی و چپ‌ستیزانه به فیلمنامه، تا زمینه‌چینی از پیش برنامه‌ریزی شده افخمی برای ورود به دنیای کارگردانی وجود دارند. افخمی  فیلمبردار را حفظ نمود. حفظ نعمت حقیقی به عنوان فیلم‌بردار که در زمان پیش تولید، ناصر تقوایی را همراهی کرده بود و تجربه و استعداد خوب در ساخت فیلم‌های Big production داشت راه موفقیت افخمی و کوچک جنگلی را هموارتر می‌کرد. این آشنایی و همکاری بین نعمت حقیقی و بهروز افخمی در فیلم‌های بعدی افخمی مانند عروس و شوکران ادامه پیدا کرد.
بهروز افخمی از فیلم‌نامه ناصر تقوایی که بر اساس داستان مردی از جنگل اثر احمد احرار نوشته شده بود راضی نبود. زیرا معتقد بود که کتاب مذکور چندان به تاریخ وفادار نیست و یک روایت خیالی و داستان‌گونه از جنبش جنگل است؛ بنابراین ترجیح داد فیلم‌نامه جدید را بر اساس کتاب سردار جنگل نوشته ابراهیم فخرایی بنویسد. چرا که آن کتاب را از جهات تطابق با واقعیات تاریخی مناسب‌تر می‌دید. از دیگر نکاتی که از زبان بهروز افخمی نقل شده این است که او دوست داشته سریال کوچک جنگلی را با ساختاری شبیه به سریال دلیران تنگستان بسازد. به گونه‌ای که بیننده حس کند فیلم، یک مستند و نه یک سریال تصنعی است. اما عوامل سریال خصوصاً نعمت حقیقی  مایل به ساختاری داستان‌گونه بودند و نهایتاً توانستند بهروز افخمی را نیز متقاعد کنند.
لازم است ذکر شود که این سریال تنها دوره اول قیام میرزا کوچک خان را به تصویر می‌کشد که از شروع قیام و شکل‌گیری هیئت اتحاد اسلام آغاز می‌شود و تا ورود نیروهای عبدالحسین تیمورتاش به رشت و راهپیمایی طولانی جنگلی‌ها به سمت شرق گیلان که منجر به تسلیم شدن احمد کسمایی و اعدام دکتر حشمت می‌شود ادامه پیدا می‌کند؛ و در همین نقطه تمام می‌شود. 

## خلاصه سریال

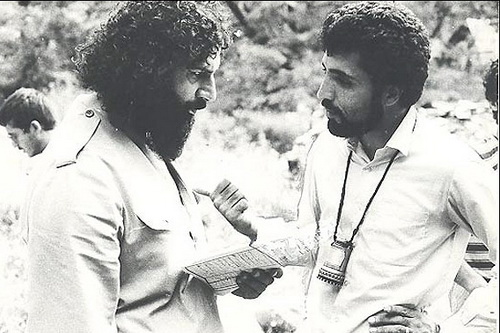
بهروز افخمی و علیرضا مجلل

میرزا کوچک که تازه از تبعید بازگشته به همراه دوستش میرزا حسین کسمایی در رشت گردش می‌کند که در شهر متوجه دستگیری رضا آژان توسط روس‌ها می‌شود. رضا آژان ملتمسانه از میرزا تقاضای کمک می‌کند. غیرت میرزا به جوش می‌آید و به او کمک می‌کند. در این ماجرا پای میرزا تیر می‌خورد. میرزا و رضا آژان فرار می‌کنند و به خانه دکتر حشمت می‌روند تا پای میرزا معالجه شود. این ماجرا میرزا و دوستانش را به فکر می‌اندازد که برای مبارزه با اشغالگران روس دست به قیام بزنند. میرزا به کمک برادرزاده‌اش دوستان قدیمش را که در ماجرای مشروطه همپای او بوده‌اند پیدا می‌کند؛ که شیخ‌علی شیشه‌بر، پهلوان شیر یداله و حسن‌خان آلیانی از جمله آن‌ها هستند. در کنار اینها میرزا توانست حمایت چند تن از تجار و کسبه سرشناس از جمله حاج احمد کسمایی را جلب کند. میرزا و یارانش به جنگل می‌روند. قیام شروع می‌شود و روز به روز توسعه پیدا می‌کند. جنگلی‌ها ابتدا دسته عبدالرزاق را که برای سرکوب آن‌ها آمدند شکست می‌دهند و بعد از آن قشون مفاخرالملک را نیز شکست می‌دهند. کار قیام بالا می‌گیرد و آن‌ها به رشت می‌روند. پس از انقلاب بلشویکی روسیه اکثر قوای روس با آرامش به روسیه بازمی‌گردند و جنگلی‌ها در این کار با آن‌ها همکاری می‌کنند. اما آخرین دسته از قوای روس به فرماندهی ژنرال بیچراخوف  که هنوز تزاری است با قشون انگلیسی‌ها به فرماندهی ژنرال دنسترویل متحد می‌شوند و آن‌ها از جنگلی‌ها می‌خواهند که ضمن اجازه عبور از گیلان تعدادی از پاسگاه‌ها را نیز در اختیار آن‌ها قرار بدهند(جهت تدارکات پشت جبهه) تا به جنگ بلشویک‌های قفقاز بروند. جنگلی‌ها قبول نمی‌کنند و به ناچار جنگ درمی‌گیرد. قشون روس با استفاده از توپهای دوربُرد جنگلی‌ها را که آرایش نظامی اشتباهی گرفته بودند شکست می‌دهند و به انزلی می‌روند. رشت نیز به دست انگلیسی‌ها می‌افتد. جنگلی‌ها رشت را پس می‌گیرند اما انگلیسی‌ها دوباره آن را تصرف می‌کنند؛ و بعد از یک سری درگیری به پیشنهاد کنسول فرانسه بین آن‌ها صلح برقرار می‌شود. در تهران وثوق الدوله به حکومت می‌رسد؛ و به میرزا پیشنهاد می‌کند که نیروهایش اسلحه را زمین بگذارند و خودش هم ضمن تأمین جانی، به عَتَبات برود. میرزا قبول نمی‌کند. اما حاج احمد کسمایی تسلیم می‌شود. وثوق الدوله، تیمورتاش را به همراهی بیست هزار قزاق به گیلان می‌فرستد. قشون قزاق آماده جنگ با جنگلی‌ها می‌شود. اما میرزا تن به جنگ با هموطنانش نمی‌دهد و به ناچار عقب‌نشینی می‌کند. جنگلی‌ها به دسته‌های کوچک تقسیم می‌شوند و از فومنات به طرف شرق گیلان راهپیمایی می‌کنند. در طول این راه طولانی و طاقت‌فرسا عده‌ای از پا درمی‌آیند عده‌ای دیگر، میرزا را ترک می‌کنند، بعضی‌ها تسلیم و بعضی دیگر دستگیر می‌شوند. میرزا و دسته او از سپیدرود می‌گذرند و به دسته دکتر حشمت ملحق می‌شود.
میرزا با کمک افراد ساعدالدوله خبردار می‌شود که در شرق گیلان برای او تله گذاشته‌اند و باید به فومنات برگردد. اما دکتر حشمت مریض و خسته است و می‌خواهد تسلیم شود. میرزا ظاهراً رای دکتر را برمی‌گرداند. اما دکتر بعد از رفتن دسته میرزا تسلیم میرپنج ایوب می‌شود. میرپنج ایوب پشت قرآن برای دکتر، امان‌نامه می‌دهد اما بعد از تسلیم شدن دکتر و یارانش، به آن عمل نمی‌‌کند و دکتر حشمت در رشت اعدام می‌شود. میرزا هم بعد از شنیدن خبر تسلیم شدن دکتر حشمت یارانش را مرخص می‌کند و خودش به همراه هفت تن از جنگلی‌های وفادار به سمت فومن حرکت می‌کند و البته مصمم است که همچنان به مبارزه‌اش ادامه دهد.

## صداپیشگان و بازیگران
بازیگران و صداپیشگان سریال سردار جنگل
| بازیگر          | نقش                 | دوبلور           |
| --------------- | ------------------- | ---------------- |
| علیرضا مجلل     | میرزا کوچک          | بهرام زند        |
| مهدی هاشمی      | دکتر حشمت           | مهدی هاشمی       |
| اکبر معززی      | میرزا اسماعیل جنگلی | منوچهر والی‌زاده  |
| جهانگیر الماسی  | میرزا حسین کسمایی   | سعید مظفری       |
| جمشید گرگین     | یوزف (اتریشی)       | ژرژ پترسی        |
| منوچهر حامدی    | حشمت الدوله         | حسین عرفانی      |
| محمد مطیع       | احسان الله خان      | حسین عرفانی      |
| اسماعیل محرابی  | خالو قربان          | محمد عبادی       |
| عباس امیری مقدم | حاج احمد کسمایی     | عطاءالله کاملی   |
| صدرالدین حجازی  | میرزا شفیع          | عزت‌الله مقبلی    |
| اکبر سنگی       | مفاخر الملک         | امیرهوشنگ قطعه‌ای |
| حسین خانی بیک   | حسن خان آلیانی      | حسین معمار زاده  |
| فتحعلی اویسی    | مشهدی علی‌شاه        | خسرو شمشیرگران   |
| حسین پناهی      | درویش حیدر          | عزت‌الله مقبلی    |

## عوامل تولید
- همکاری در پرداخت نهایی فیلمنامه: امرالله احمدجو[۶]
- دستیار کارگردان: امرالله احمدجو
- طراح چهره پردازی: جلال الدین معیریان

## آهنگ انتهای فیلم
خواننده: تورج زاهدی و ناصر مسعودی
آهنگسازی و تنظیم: سید محمد میرزمانی
شاعر: سید جعفر مهرداد (از لالایی‌های گیلان)
سال انتشار: ۱۳۶۶

### متن اصلی (گیلکی)
چقد جنگلَ خوسی، ملت وَ سی، خسته نُبُستی، می‌جان جانانا، تَرا گَمَه میرزا کوچک خانا
خدا دانه که من، نتانم خفتن، از ترس دشمن، می دل آویزانا، ترا گمه میرزا کوچک خانا
چِرِ ه زوتر نایی، تندتر نایی، تنها بنایی، گیلان ویرانا، ترا گمه میرزا کوچک خانا
اَمه رشتی جَغَلان، ایسیم تی فرمان، کُنیم اَمی جان، تی پا جیر قربانا، ترا گمه میرزا کوچک خانا

### ترجمه فارسی
چقدر در جنگل می‌خوابی به خاطر مردم؟ خسته نشدی ای جان جانانم؟ با توأم، میرزا کوچک خان!
خدا می‌داند که من از ترس دشمن خواب نمی‌توانم، دل آویزان و نگرانم، با توأم، میرزا کوچک خان!
چرا زودتر نمی‌آیی؟ تندتر نمی‌آیی؟ گیلان ویران را تنها گذاشته‌ای، با توأم میرزا کوچک خان!
ما بچه‌های رشت، به فرمان توایم، جانمان را به پایت قربان می‌کنیم، با توأم میرزا کوچک خان!